# 岡定俊
岡 定俊（おか さだとし、永禄10年（1567年）－元和8年（1622年））は、戦国時代から江戸時代にかけての武将。左内（さない）の通称で知られ、蒲生家、上杉家それぞれに重臣として仕えた。

## 生涯
父は若狭太良庄城（福井県小浜市）の城主、岡和泉守盛俊という。岡越後守と称し、諱は定俊。岡野左内、岡野定政、岡野定俊と書かれることもある。後に編纂された『 上杉将士書上』など上杉家の関連文書では岡野左内となっていることから、岡野の表記も多く定まっていない。ただし現存する史料では、慶長2年（1597年）に蒲生家が村の境界争いに出した裁定書に、奉行人の一人として岡左内の名で署名がある。
元亀4年（1573年）に織田信長が若狭を制圧した後、領主となった丹羽長秀に仕えずに若狭を離れ、蒲生家に仕官したものと考えられる。『武徳編年集成』によれば天正12年（1584年）秋から半年の間、蒲生氏郷は木造具政の篭城する戸木城を包囲した。この戦いで18歳の岡源八なる者が、敵将の畑作兵衛重正を討ち取ったという。この源八が左内であるとされる。
合戦で多くの功績を挙げ、氏郷が会津92万石を領してからは1万石の知行を与えられた。氏郷没後の慶長3年（1598年）、蒲生騒動で宇都宮18万石に減封となったが、ここで蒲生家に替わり会津を領地とした上杉家に仕え直した。上杉家家老の直江兼続から4200石を与えられている。上杉家と伊達家が争った慶長5年（1600年）の松川合戦では、伊達政宗を散々に打ち破る戦功を挙げたという。『武辺咄聞書』によれば、南蛮の伴天連より贈られた「角栄螺の甲」と「鳩胸鴟口の具足」を身につけていたとされ、これは西洋甲冑（南蛮胴）ではないかといわれている。上杉氏が120万石から米沢30万石に転封されると、再び会津60万石の領主となった蒲生秀行に仕え、慶長14年（1611年）頃に1万石の猪苗代城城代に任ぜられ、越後守と称した（『氏郷記』）。熱心なキリシタンでもあり、私財で教会や神学校を建て、神父を招いて布教に励んだという。
しかし元和8年（1622年）頃、キリシタンへの弾圧が強まると、これを危惧した甥の岡清長（左衛門佐）が左内とその子に迫って棄教させたという。間もなく左内は死去し、清長が猪苗代城代に任じられた。蒲生家が伊予松山藩に移された後、清長は仕置（家老）に任じられたが、蒲生郷喜を排除しようとして御家騒動を起こし、追放処分になったという（寛永蒲生騒動）。
子孫は後に蒲生家が改易されてからは、黒田家や津軽家に仕官した。
いくつかの逸話が知られているが、利殖に巧みであり、部屋中に金銭を敷き詰めて、その上で裸になって昼寝するのを楽しみとしたという。この話はよく知られ、『雨月物語』中の一篇「貧福論」にも採用されている。単なる守銭奴ではなく、慶長5年（1600年）の会津征伐では上杉家諸将が急な戦費調達に苦しむ中、こういう時にこそ惜しみなく使わねばならないと、財貨を主君の景勝に献上し、同僚に貸し与えた。上杉家の転封に当たっては、借財の証文を全て焼き払って退散し、直江兼続からもその人物を惜しまれたという。